# Уир (река)
Уир (англ. Wear) — река в Северо-Восточной Англии. Берёт начало в Пеннинских горах, протекает по территории графства Дарем и впадает в Северное море у города Сандерленд (графство Тайн-энд-Уир). Ранее устье реки находилось южнее, в окрестностях Хартлпула, но после последнего ледникового периода сместилось на север.
Ближе к устью на реке стоит город Дарем, где над рекой возвышаются знаменитые даремские замок и собор. Здесь через Уир перекинуто несколько средневековых мостов, самый старый из которых — мост Элвет XII—XIII веков. Каждое лето на реке проводятся Даремская регата.